# Wan Hu
Wan Hu, in cinese 萬虎 oppure 萬戶 (... – 1500 circa), è un leggendario mandarino ed inventore cinese che tentò per primo di sollevarsi da terra usando dei razzi, trovando la morte nell'esperimento.

## Storia
Secondo la leggenda, Wan Hu costruì un veicolo composto da una sedia a cui erano stati applicati quarantasette grossi razzi a polvere pirica, nel tentativo di spiccare il volo e raggiungere la luna. Sempre secondo la leggenda, dopo che i razzi furono accesi da quarantasette addetti ci fu una grossa esplosione ed una volta diradato il fumo né Wan Hu né il suo veicolo furono più visti da alcuno.
Wan Hu è tutt'oggi considerato quindi un leggendario pioniere dell'aviazione od addirittura il primo astronauta, pertanto un cratere lunare della faccia nascosta è stato intitolato a lui, il Cratere Wan-Hoo.

## Filmografia
La leggenda di Wan Hu è stata oggetto di studio da parte di vari documentari, tra cui un episodio del programma televisivo MythBusters, in cui un manichino è stato legato ad una sedia dotata di razzi; il veicolo così ottenuto si è sollevato di poco ed il manichino ha riportato lesioni che sarebbero state mortali per un uomo.
Nel film d'animazione Kung Fu Panda il protagonista Po utilizza una sedia a cui ha legato dei fuochi d'artificio per scavalcare il muro d'ingresso del tempio.